# Wladislaw Andrejewitsch Bojarinzew
Wladislaw Andrejewitsch Bojarinzew (russisch Владислав Андреевич Бояринцев, wiss. Transliteration Vladislav Andreevič Bojarincev, englisch Vladislav Boyarintsev; * 31. Oktober 1994 in Wladiwostok) ist ein ehemaliger russischer Skispringer.

## Werdegang
Bojarinzew begann in der Kinder- und Jugendsportschule der Olympiareserve im Sankt Petersburger Stadtteil Wyborger Rajon mit dem Skispringen. Seine internationale Karriere startete im Rahmen des FIS Cup im Juli 2011. Nachdem er dabei seine Leistungen stetig verbesserte und im Juli 2012 in Villach erstmals auf dem Podium stand, gab er im September in Klingenthal sein Debüt im Skisprung-Continental-Cup. Als 61. und 71. blieb er jedoch weit hinter den Punkterängen zurück und verblieb somit weiterhin im FIS-Cup. Bei der Junioren-Weltmeisterschaft 2013 in Liberec sprang Bojarinzew im Einzel auf den 22. Platz und belegte mit der Mannschaft im Teamspringen Rang sieben.
Drei Wochen nach der Junioren-WM kam Bojarinzew wieder im Continental Cup zum Einsatz, wurde im ersten Springen von Brotterode jedoch disqualifiziert. Im folgenden Springen auf gleicher Schanze belegte er Rang 13 und sammelte damit erste Continental-Cup-Punkte. Auch in Wisła sprang er in die Punkteränge. Nachdem er wenig später auch in Vikersund punkten konnte, beendete er seine erste Saison auf Rang 129 der Gesamtwertung.
Im Sommer 2013 wurde er vom Verband für den Skisprung-Grand-Prix 2013 nominiert, verpasste aber in Wisła als 53. der Qualifikation den Wettbewerb knapp. Mit der Mannschaft erreichte er wenig später im Teamspringen den zehnten Platz. In Hakuba verpasste er nach Rang 42 im ersten Springen als 31. im zweiten nur knapp erste A-Serienpunkte.
Im Oktober 2013 gewann er bei den Russischen Meisterschaften in Sotschi Gold im Mixed-Teamspringen.
Zum Winter 2013/14 startete Bojarinzew wieder im Continental Cup. Jedoch konnte er dabei anfangs erneut nur durchwachsene Ergebnisse erzielen. Bei den Nordischen Junioren-Skiweltmeisterschaften 2014 im Val di Fiemme sprang er im Einzel auf Rang 37 und belegte mit der Mannschaft Rang neun. Nach der Junioren-WM landete Bojarinzew in Nischni Tagil und Kranj noch insgesamt dreimal in den Punkten und beendete die Saison damit auf Rang 120 der Gesamtwertung.
Zum Skisprung-Grand-Prix 2014 gehörte Bojarinzew erneut fest zum russischen Kader. In Hakuba gewann er erstmals mit einem 15. und einem 21. Platz Grand-Prix-Punkte. Wenig später stand er in Almaty als Dritter erstmals auf dem Podium. Den Sommer-Grand-Prix beendete er auf Rang 16 der Gesamtwertung.
Zur Saison 2014/15 kam Bojarinzew in den Kader für den Skisprung-Weltcup. Nachdem er sich für das Auftaktspringen in Klingenthal als 23. qualifizierte, startete er einen Tag später im Teamspringen und wurde mit seinen Mannschaftskollegen am Ende Zehnter. Beim folgenden Einzelspringen scheiterte er als 41. bereits im ersten Durchgang. In Ruka bei Kuusamo erreichte er in der Qualifikation einen sehr guten Rang neun und sammelte im Springen als 27. seine ersten vier Weltcup-Punkte.

## Erfolge

### Weltcup-Platzierungen
| Saison  | Platz | Punkte |
| ------- | ----- | ------ |
| 2014/15 | 47.   | 077    |

### Grand-Prix-Platzierungen
| Saison | Platz | Punkte |
| ------ | ----- | ------ |
| 2014   | 16.   | 136    |
| 2015   | 67.   | 017    |